# Vassejaure
Vassejaure är en sjö i Kiruna kommun i Lappland och ingår i Torneälvens huvudavrinningsområde. Sjön har en area på 1,21 kvadratkilometer och ligger 610,9 meter över havet. Vassejaure ligger i Torneträsk-Soppero fjällurskog Natura 2000-område. Sjön avvattnas av vattendraget Vasejåkka.

## Delavrinningsområde
Vassejaure ingår i det delavrinningsområde (759384-170015) som SMHI kallar för Utloppet av Vassejaure. Medelhöjden är 662 meter över havet och ytan är 18,02 kvadratkilometer. Räknas de 3 avrinningsområdena uppströms in blir den ackumulerade arean 33,86 kvadratkilometer. Vasejåkka som avvattnar avrinningsområdet har biflödesordning 3, vilket innebär att vattnet flödar genom totalt 3 vattendrag innan det når havet efter 436 kilometer. Avrinningsområdet består mestadels av kalfjäll (93 procent). Avrinningsområdet har 1,2 kvadratkilometer vattenytor vilket ger det en sjöprocent på 6,7 procent.